# 彭特沃特 (密歇根州)
彭特沃特（英語：Pentwater）是位於美國密歇根州奧希阿納縣彭特沃特鎮區的一個村。

## 人口
根據2020年美國人口普查的數據，彭特沃特的面積為4.46平方千米，當中陸地面積為3.46平方千米，而水域面積為0.99平方千米。當地共有人口890人，而人口密度為每平方千米199人。